# حزقيال كاستيلو
حزقيال كاستيلو (بالإنجليزية: Juan Castillo)‏ (18 يونيو 1972 في الولايات المتحدة - ) هو لاعب كرة قدم أمريكي في مركز الوسط. لعب مع تشارلستون بيتري وFort Lauderdale Strikers (1988–1994) ‏ وCleveland Crunch ‏ وميامي فريدوم ‏ وMiami Strike Force ‏ وMiami Tango ‏ وأتلانتا سيلفرباكس.